# Liste des présidents du conseil départemental des Alpes-Maritimes
Avant le renouvellement des assemblées départementales de mars 2015, cette instance portait le nom de conseil général.
| Date d'élection                                               | Identité                 |  | Parti/Tendance       | Qualité                                                                                      |
| ------------------------------------------------------------- | ------------------------ |  | -------------------- | -------------------------------------------------------------------------------------------- |
| 1861                                                          | Louis Lubonis            |  | Bonapartiste libéral |                                                                                              |
| 1870                                                          | Alexandre Gazan          |  |                      |                                                                                              |
| 1871                                                          | Fortuné Maure            |  | Républicain modéré   |                                                                                              |
| 1874                                                          | François Malausséna      |  | Bonapartiste         |                                                                                              |
| 1882                                                          | Joseph Durandy           |  |                      |                                                                                              |
| 1890                                                          | Maurice Rouvier          |  | Républicain modéré   | Président du Conseil (1905-1906), député (→ 1903) puis sénateur des Alpes-Maritimes (← 1903) |
| 1911                                                          | Flaminius Raiberti       |  | Centre droit         | Ministre de la Défense                                                                       |
| 1926                                                          | Louis Gassin             |  |                      |                                                                                              |
| 1931                                                          | Joseph Bermond           |  |                      | Maire de Valbonne                                                                            |
| 1932                                                          | Léon Baréty              |  | AD                   | Ministre du Commerce et de l’Industrie                                                       |
| 1940                                                          | Conseil général suspendu |  |                      |                                                                                              |
| 1945                                                          | Virgile Barel            |  | PCF                  | Député des Alpes-Maritimes                                                                   |
| 1947                                                          | André Botton             |  | SFIO                 |                                                                                              |
| 1951                                                          | Jean Médecin             |  | PRI                  | Maire de Nice                                                                                |
| 1961                                                          | Francis Palmero          |  | Centre gauche        | Maire de Menton                                                                              |
| 1964                                                          | Joseph Raybaud           |  | Divers centre        | Sénateur des Alpes-Maritimes, maire de Levens                                                |
| 1967                                                          | Francis Palmero          |  | Centre droit         | Sénateur des Alpes-Maritimes, maire de Menton                                                |
| 1973                                                          | Jacques Médecin          |  | CNIP                 | Député des Alpes-Maritimes, maire de Nice                                                    |
| 5 décembre 1990                                               | Charles Ginésy           |  | RPR puis UMP         | Sénateur des Alpes-Maritimes, maire de Péone                                                 |
| 18 septembre 2003 puis le 1er avril 2004 puis le 20 mars 2008 | Christian Estrosi        |  | UMP                  | Député des Alpes-Maritimes, maire de Nice, président de la CUNCA                             |
| 18 décembre 2008 puis le 31 mars 2011 puis le 2 avril 2015,   | Éric Ciotti              |  | UMP puis LR          | Député des Alpes-Maritimes                                                                   |
| 15 septembre 2017                                             | Charles Ange Ginésy      |  | LR                   | Maire de Péone                                                                               |